# Stephen Parrish
Stephen Parrish, né le 9 juillet 1846 à Philadelphie et mot le 15 mai 1938 à Cornish (New Hampshire), est un peintre et aquafortiste américain.
Réputé pour ses paysages gravés, témoins de la renaissance de l'eau-forte aux États-Unis, il est le père de l'illustrateur Maxfield Parrish.

## Biographie
Engagé dans des activités commerciales, Stephen Parrish, petit-fils du prédicateur John Parrish (1729-1807), se décide à l'âge de 30 ans d'étudier l'art de peindre et la gravure auprès de Peter Moran (1841-1914), qui avait ouvert son atelier de Philadelphie à des cours privés. En 1878, Parrish entre à la Pennsylvania Academy of the Fine Arts, puis l'année suivante, fréquente la National Academy de New York. En décembre 1879, il produit sa première eau-forte. Il reçoit ensuite une commande de l'American Art Review (Boston) pour une gravure, November (1880). Son œuvre a été influencé par Adolphe Appian.
Il va se spécialiser dans la production d'eaux-fortes, représentant surtout des paysages du nord-est américain et de l'est canadien, par exemple les villages et les ports de la Nouvelle-Angleterre ou du Québec.
Membre du New York Etching Club, il expose au Salon de Paris en 1885 et 1886, des eaux-fortes et des huiles sur toile, inspirées de la Bretagne et de la Normandie, régions où il séjourne alors. Exposant également à Londres, s'inspirant de la campagne anglaise pour produire des œuvres sur le motif, il fut membre de la Society of Painter-Printmakers.
Il fut professeur de gravure à la Pennsylvania Academy of Fine Arts.
Marié à Elizabeth Bancroft en 1869, le couple s'installe à Cornish (New Hampshire) en 1895, où il existe une colonie d'artistes (Cornish Art Colony (en)) animée par Augustus Saint-Gaudens. Leur fils, Maxfield Parrish, né en 1870, deviendra entre autres un illustrateur pour enfants très populaire aux États-Unis, et s'installera plus au nord du comté.

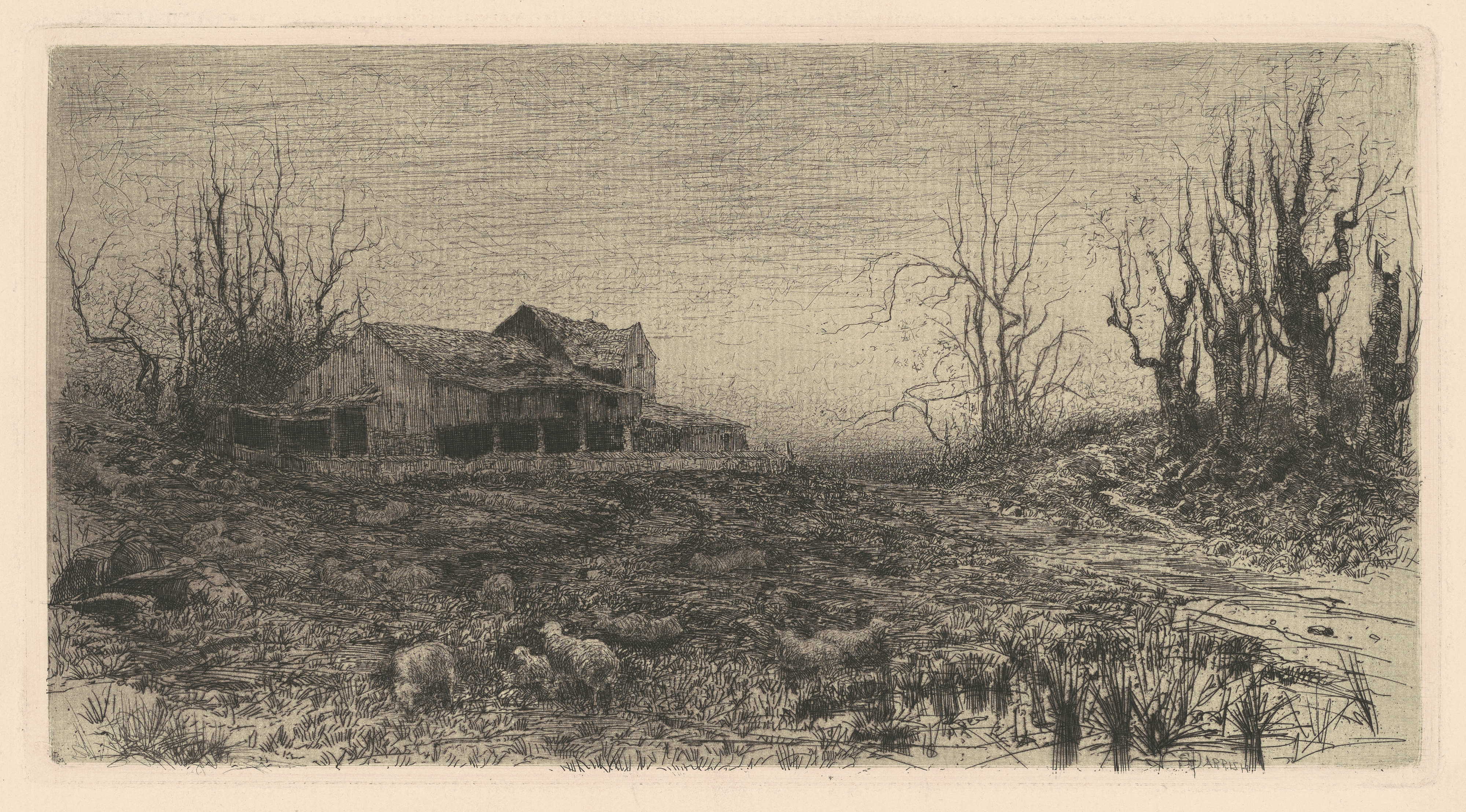
November, eau-forte, 1880
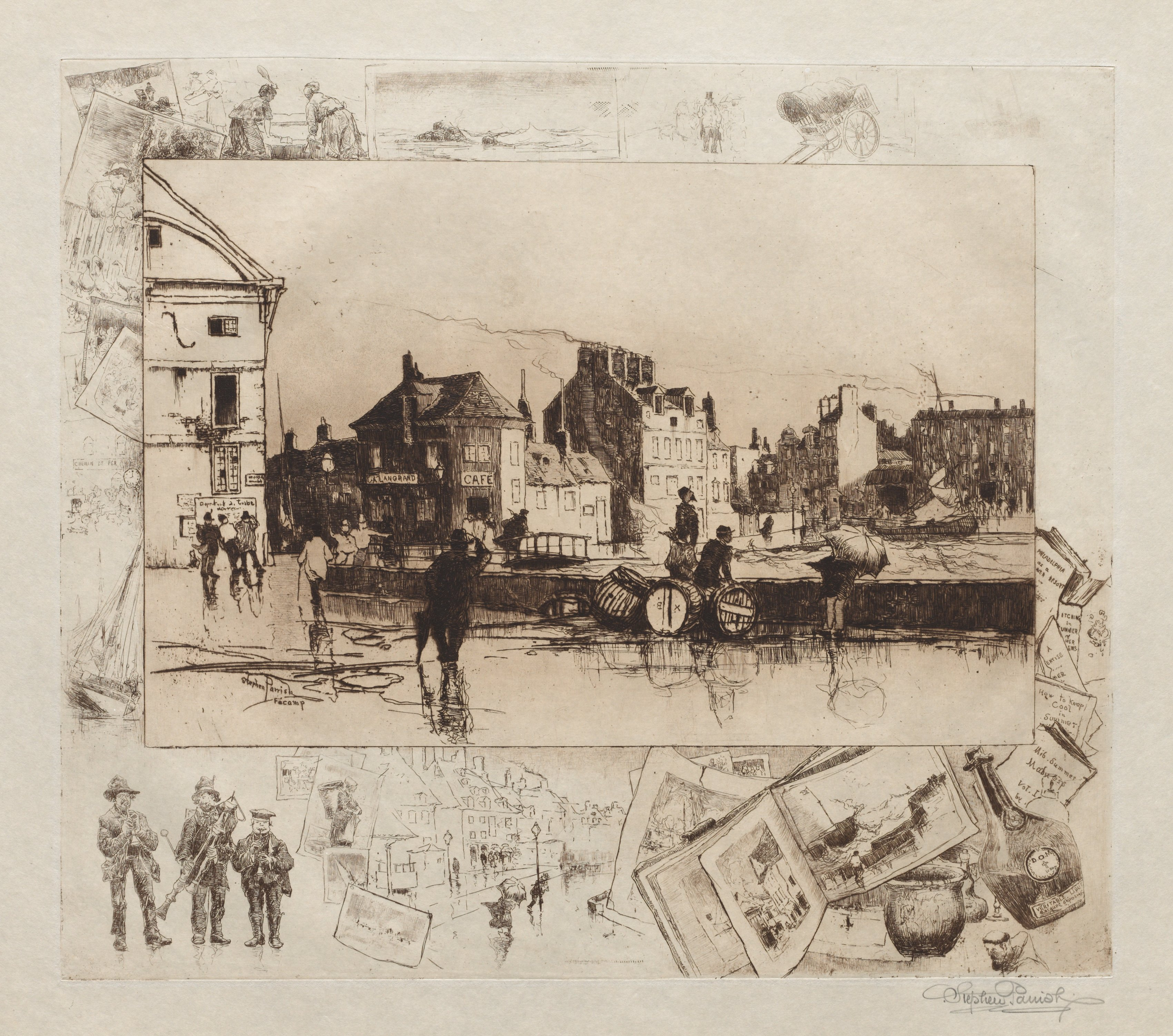
A Gale at Fécamp, eau-forte, 1886
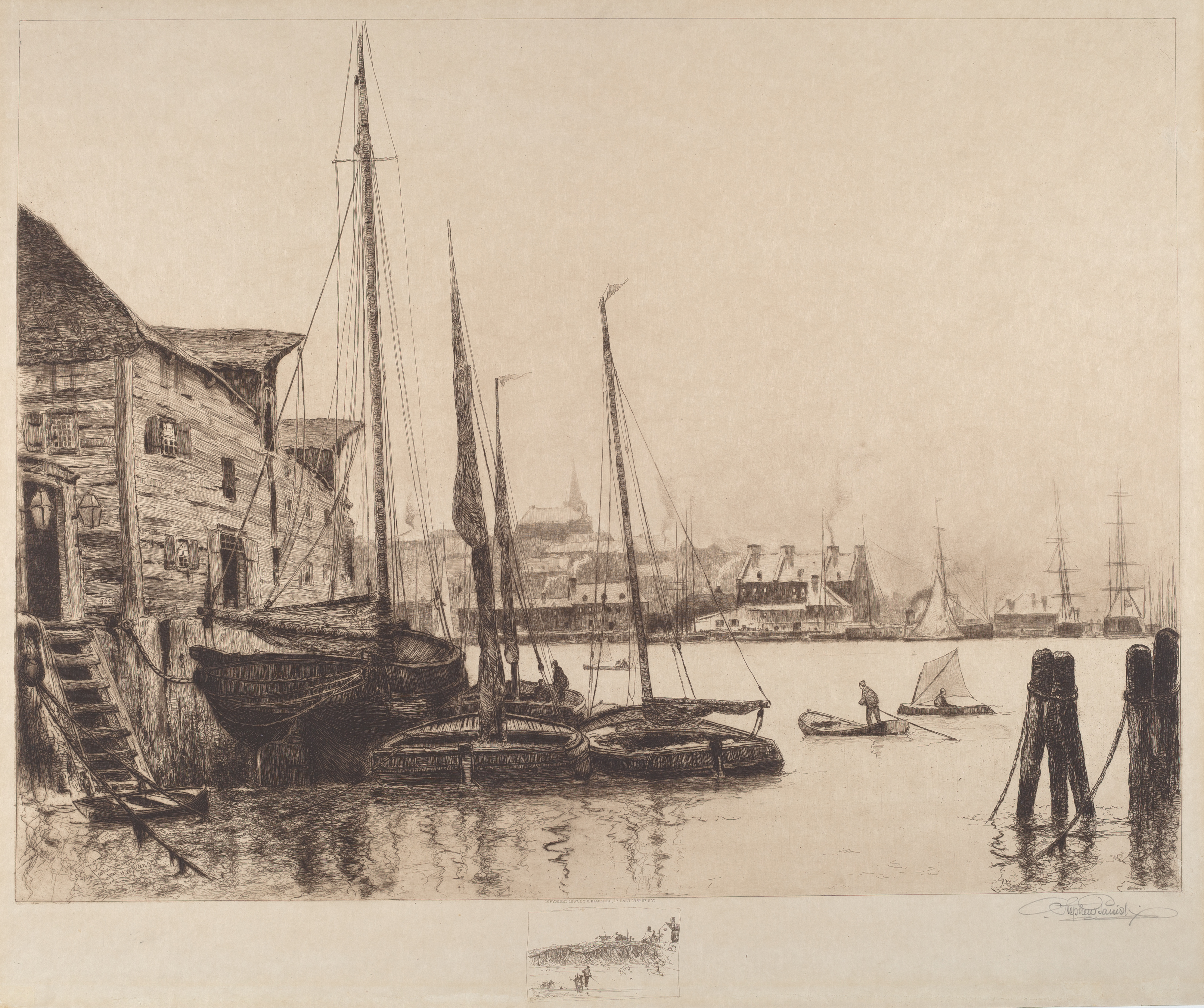
Québec, eau-forte, 1887